# Pizzeria

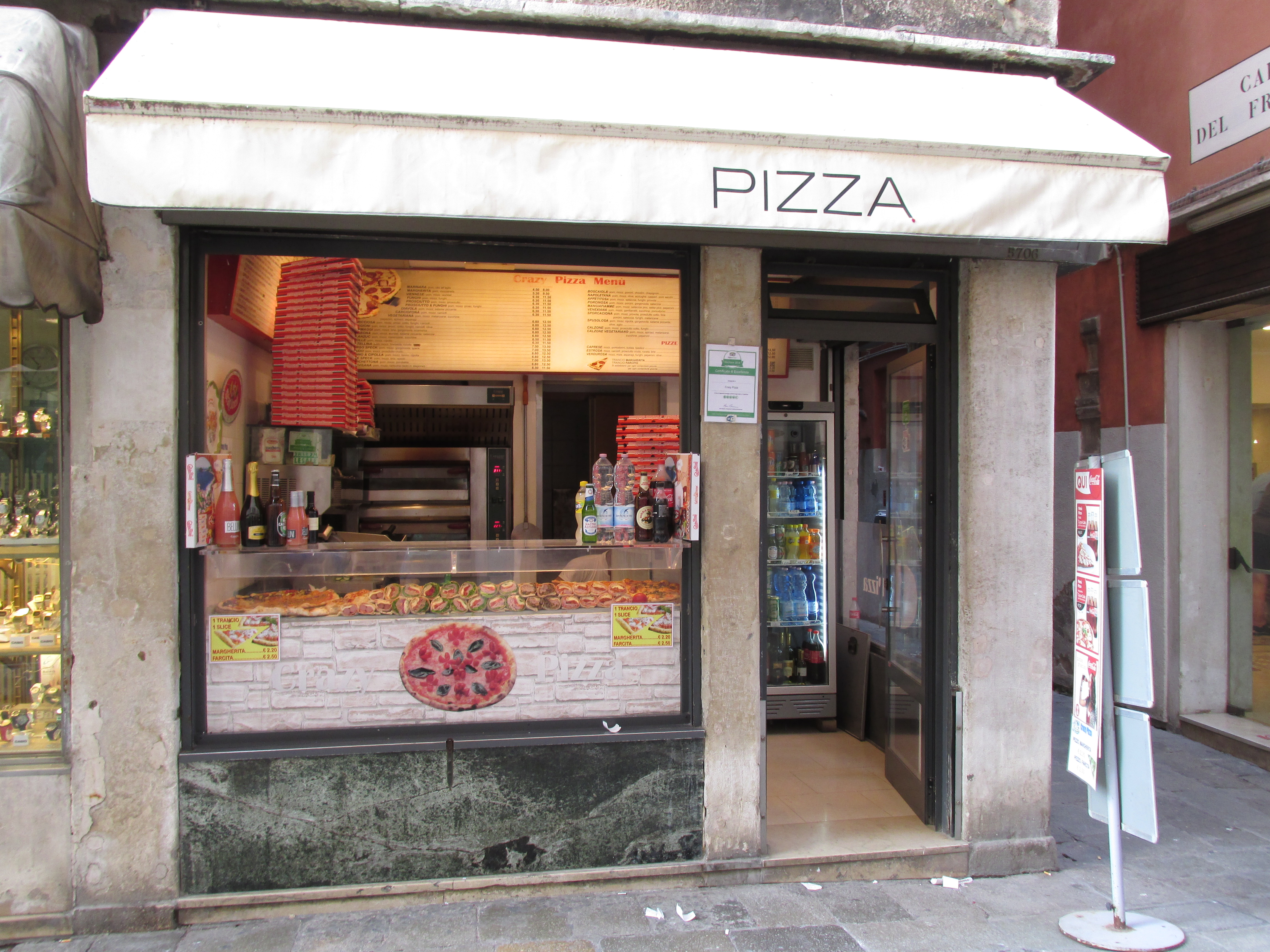
Façana d'una pizzeria a Venècia

Una pizzeria és un local on s'elaboren o consumeixen pizzes. Encara que són d'origen italià, avui les pizzeries és un tipus de restaurant que s'ha estès per tot el món. Cal afegir que la venda de pizza no és exclusiva de les pizzeries, ja que l'esmentat producte alimentari també es ven a les torradores, fleques, xarcuteries i hipermercats. A més, la majoria de les pizzeries disposen d'un servei a domicili.

## Tipus de pizzeria
El terme s'utilitza per indicar dos tipus d'establiment:
- La pizzeria com a restaurant en el qual es consumeixen principalment pizzes i les seves variants (calzone, costrini, focaccia, brusceti, etc.) en el qual sovint és possible trobar també un altre tipus de menjar. L'estructura del local és anàloga a la de qualsevol altre tipus de restaurant amb la peculiaritat que el cuiner està especialitzat en la confecció i enfornat de pizzes.[3]
- La pizzeria com a establiment al detall per a la venda de porcions de pizza. És un local en el qual es pot demanar només una porció de pizza, de vegades, acompanyada de beguda que es consumi preferentment en la modalitat de take away o de taules en sistema d'autoservei.[4]

## La pizzeria restaurant
Com en altres restaurants, els cambrers serveixen en la taula i prenen les comandes a partir de la carta. La pizza ve oferta com un plat més i no és possible triar una quantitat precisa de pizza sinó tan sols la pizza completa. Se solen servir "al plat" (és a dir, en forma rodona), mentre que en alguns casos és possible decidir la seva longitud ("pizza al metre"). De vegades, la pizza "al plat" també es ven per al consum domèstic. Altres plats característics de les pizzeries són tots aquells elaborats a partir de pasta: macarrons, espaguetis, etc. Les begudes solen incloure alguns vins típicament italians.
En honor del seu origen les pizzeries estan sovint decorades com un tradicional restaurant italià, amb estovalles de quadres, fanalets, estampes d'Itàlia, etc.

## Pizzeria en porcions

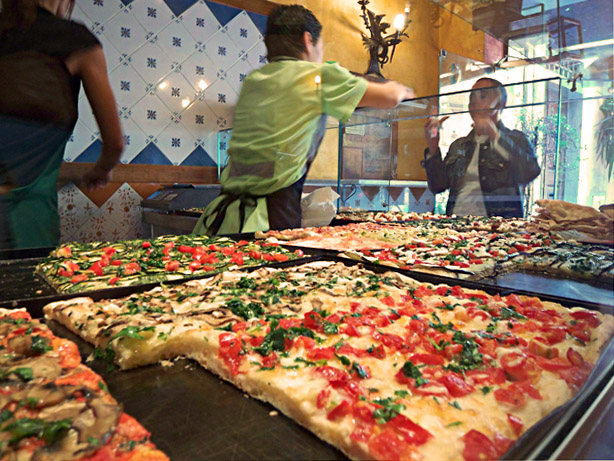
Pizzeria en porcions

La pizzeria en porcions és un establiment comercial en què es venen porcions de pizza. Només disposa d'un mostrador a l'interior del qual el comerciant obté les pizzes tallades en trossos. El client té la possibilitat de decidir el tipus de pizza entre les presents així com la quantitat. Sovint, les pizzeries disposen de bancs i taules per al consum de pizza i begudes comprades però sempre en modalitat d'autoservei. La pizza en porcions és una modalitat de restaurant típicament italià.

## Pizza a domicili
Algunes cadenes de pizzeries combinen la possibilitat de consumir pizzes en el local amb la venda a domicili. La venda a distància es basa en un servei ràpid de pizza calenta i altres complements (beguda, aperitius, etc.) recolzat per importants campanyes promocionals que inclouen regals o descomptes. La comanda es realitza per telèfon i en un termini raonable, un repartidor lliura els aliments al domicili. Les cadenes més populars són: a Amèrica Domino's Pizza, Pizza pizza, Full Pizza, Pizza Hut; a Espanya Telepizza i a Colòmbia Jeno´s Pizza.
L'entrega a domicili és també utilitzada com a forma de publicitat. De vegades, els cupons d'entrega s'acompanyen de cupons de descompte com a oferta introductòria. El cost de lliurament s'afegeix al compte, normalment al voltant de l'euro. El transport es realitza generalment amb vehicles petits, com ara scooters, en els quals hi ha instal·lades caixes especials per a les pizzes.
El videojoc Radikal Bikers està inspirat en els lliuraments de pizza amb motos.

## Altres locals on consumir la pizza
La pizza també és venuda en altres restaurants com en els de carn rostida o en els salons de kebab.
Existeixen cadenes de menjar ràpid que conjuguen la possibilitat de prendre pizza de manera ràpida amb la facilitat típica d'aquests locals. A Itàlia, la cadena més famosa és Spizzico. Substancialment, es tracta d'un replantejament de la clàssica fórmula de pizzeria a porcions italiana.